# Aeroportul Pignon
Aeroportul Pignon (IATA: PGN) este un aeroport din Nord⁠(d), Haiti ce deservește zona Pignon. A fost numit după zona deservită.
Situat la o altitudine de 107 m, aeroportul dispune de o singură pistă.